# 진안군수
진안군수는 전북특별자치도 진안군의 군수이다.

## 같이 보기
- 진안군수 선거